# Hister erbelingi
Hister erbelingi är en skalbaggsart som beskrevs av Miłosz A. Mazur 2008. Hister erbelingi ingår i släktet Hister och familjen stumpbaggar. Inga underarter finns listade i Catalogue of Life.